# Imperial Bedroom
Imperial Bedroom är ett musikalbum av Elvis Costello and the Attractions. Efter att ha tolkat country på skivan Almost Blue återvände Costello till en mer poppig ljudbild på det här albumet. Flera av låtarna kom dock till under tiden det albumet, och albumet innan det, Trust gjordes. Albumet genererade ingen hitsingel. På skivomslaget är skivtiteln skriven "IbMePdErRoIoAmL". Det var hans första album som inkluderade låttexter på inneromslaget. Skivan är rankad som #166 på listan The 500 Greatest Albums of All Time av magasinet Rolling Stone.
Det finns med i boken  1001 Albums You Must Hear Before You Die.

## Låtlista
(alla låtar skrivna av Elvis Costello där inget annat anges)
1. "Beyond Belief" – 2:34
2. "Tears Before Bedtime" – 3:02
3. "Shabby Doll" – 4:48
4. "The Long Honeymoon" – 4:15
5. "Man Out of Time" – 5:26
6. "Almost Blue" – 2:50
7. "...And in Every Home" – 3:23
8. "The Loved Ones" – 2:48
9. "Human Hands" – 2:43
10. "Kid About It" – 2:45
11. "Little Savage" – 2:37
12. "Boy with a Problem" (Costello/Chris Difford) – 2:12
13. "Pidgin English" – 3:58
14. "You Little Fool" – 3:11
15. "Town Cryer" – 4:16

## Listplaceringar
- Billboard 200, USA: #30[3]
- UK Albums Chart, Storbritannien: #6[4]
- VG-lista, Norge: #18[5]
- Topplistan, Sverige: #30[6]